# Die Antwoord
I Die Antwoord sono un gruppo musicale alternative hip hop sudafricano di Città del Capo composto da tre membri, Ninja, Yolandi Visser e DJ Hi-Tek. Il complesso stesso si identifica come simbolo di convivenza tra culture diverse.

## Storia del gruppo
Il gruppo si è formato nel 2008 dall'unione dei cantanti Ninja e Yolandi Visser e del produttore DJ Hi-Tek. Il nome scelto per la formazione (pronunciato /di.'ant.vɔrt/) significa «la risposta» in lingua afrikaans. Ninja (all'anagrafe Watkin Tudor Jones) era precedentemente noto all'interno della scena hip hop sudafricana per diversi anni, assumendo diverse personalità a seconda delle esibizioni. Nel caso dei Die Antwoord, il suo alter ego è Ninja, un personaggio volgare e aggressivo che si distacca dai suoi ruoli precedenti.
Il loro album d'esordio, $O$, fu reso disponibile limitatamente per il download gratuito attraverso il proprio sito ufficiale. Nel 2009, il direttore di fotografia Rob Malpage ha filmato il video per il loro singolo, Enter the Ninja, che ha spopolato in rete attirando milioni di visitatori.
La reale identità del produttore del gruppo non è certa, in quanto, nonostante in diverse interviste Ninja presenti DJ Hi-Tek, non si tratta mai della stessa persona. Molti confermano che DJ Hj-Tek sia il ragazzo affetto da progeria che appare in alcune scene del video di Enter the Ninja e ribadiscono che, nonostante fosse affetto da una malattia degenerativa che lo ha portato alla morte prematura, si trattava di un produttore riconosciuto, essendo anche riuscito ad avere la lucidità e l'immaginazione per creare la base che ha lanciato la band nel primo disco $O$. Probabilmente questo è il motivo per cui i componenti principali continuano a usare il suo nome in suo onore. Dopo la scomparsa del DJ, come si può vedere dai loro concerti, il terzo membro del gruppo indossa sempre la maschera per far sì che l'identità del corrente DJ Hi-Tek rimanga un mistero.
Nel marzo 2012 la cantante Lady Gaga ha contattato il gruppo per propogli di aprire i concerti del Born This Way Ball, ma il gruppo ha rifiutato. La band ha in seguito pubblicato il video ufficiale di Fatty Boom Boom dove l'americana viene derisa, mostrata satiricamente del tutto incapace di far fronte ai pericoli della vita in Sud Africa. I testi dei brani dei Die Antwoord sono scritti in afrikaans, xhosa e inglese.
Nel 2015, Ninja e Yolandi sono stati i coprotagonisti, assieme a Hugh Jackman e Dev Patel, del film Humandroid di Neill Blomkamp,

## Tematiche e stile musicale
Lo stile della musica dei Die Antwoord è permeata di elementi della subcultura Zef (parola gergale afrikaans traducibile come "insieme di cose"). In un'intervista Ninja ha risposto alle controversie sul modo di definirsi Zef, in quanto alcune persone definivano questo termine come un movimento "dei bianchi" sudafricano. Il cantante ha risposto affermando che il razzismo ormai per i sudafricani fa parte del passato. Lui osserva nuovamente dicendo che le culture sono molto unite, e la fine dell'apartheid ha condotto, non ad un'unione "armoniosa" tra le varie "razze", bensì ad una fusione in una cosa sola, ha portato tutti gli individui ad essere uguali. Il tutto si mescola allo slang che potete ascoltare anche nelle loro canzoni, slang comunemente derivato dalla lingua inglese e afrikaans.
Yolandi Visser recentemente ha definito il termine Zef come se fosse collegato a coloro che "truccano" le loro auto, il loro stile di vita, la loro immagine, mostrando sempre quello stile fresco e diverso dal resto della società. "Zef è: tu sei povero ma stravagante, tu sei povero ma sexy, tu sei povero ma hai stile".

## Controversie
Nel marzo del 2019 la rapper australiana Zheani ha pubblicato il singolo The Question con il fine di rendere pubblico il presunto stupro avvenuto in Sudafrica nel 2013 ad opera di Ninja, oltre a provvedere ad una denuncia ufficiale in Queensland. In base alla testimonianza della cantante, dopo essere stata contattata da Yolandi è stata portata nel paese natio degli artisti, venendo drogata e violentata da Ninja. A seguito inoltre di attriti personali tra Zheani e Ninja, quest'ultimo avrebbe inoltrato immagini esplicite della ragazza a vari membri del cast del film Humandroid, a cui ha preso parte nello stesso periodo.
Successivamente alle azioni della cantante australiana una seconda testimonianza è venuta alla luce da parte della cantante Dionna Dal Monte, che sostiene di aver subito violenze da parte di Ninja ad un concerto tenutosi a Padova nel 2014. Ulteriori dichiarazioni sulla condotta dubbia del duo sono giunte dal manager di lunga data Jay Savage e il loro regista Ben Jay Crossman
Nel 2019 è inoltre è diventato virale un filmato risalente al festival australiano Future Music del 2012, in seguito ad un video rilasciato in rete da Benjay Crossman che mostra i Die Antwoord nell'atto di inseguire il cantante del gruppo Hercules and Love Affair, Andy Butler, rivolgendogli nel mentre epiteti omofobi. È inoltre stato dichiarato da Yolandi allo staff del festival di aver subito una molestia sessuale da parte dell'artista statunitense. Ninja ha successivamente dichiarato di essere stato rappresentato in maniera disonesta nel video, dove i propri comportamenti e quelli di Yolandi risultano omofobi a causa del montaggio del video pubblicato da Crossman, parlando invece di come le ostilità con Butler fossero degenerate a seguito di un conflitto originato giorni prima.

## Formazione
- Ninja – voce
- Yolandi Visser – voce
- DJ Hi-Tek – giradischi, campionatore

## Discografia

### Album in studio
- 2009 – $O$
- 2012 – Ten$Ion
- 2014 – Donker Mag
- 2016 – Mount Ninji and Da Nice Time Kid
- 2020 – House of Zef

### Extended play
- 2010 – 5
- 2010 – Ekstra

### Singoli
- 2010 – Jou ma se poes in 'n Fishpaste Jar
- 2010 – Enter the Ninja
- 2010 – Evil Boy
- 2012 – Xpensiv Shit
- 2013 – Cookie Thumper
- 2014 – Pitbull Terrier
- 2016 – Banana Brain
- 2016 – We Have Candy
- 2016 – Fat Faded F*ck Face
- 2017 – Love Drug
- 2018 – Alien
- 2018 – 2 Golden Dawn 7
- 2019 – DntTakeMe4aPoes (feat. G-Boy)
- 2019 – Baita Jou Sabela (feat. Slagysta)
- 2022 – Die Antwoord Is Dead